# 회전 관절
해부학에서 회전 관절 또는 차축관절(중쇠관절, 활차관절로도 불림)은 회전축이 근위 뼈의 장축과 평행한 윤활 관절의 한 유형으로, 일반적으로 볼록한 관절 표면을 가지고 있다.